# Mahima Chaudhry
Mahima Chaudhry (Darjeeling, 13 de septiembre de 1973) es una actriz y modelo india, reconocida en el ambiente cinematográfico de Bollywood. Durante la década de 1990, Chaudhry realizó varias campañas publicitarias como modelo antes de aventurarse en el mundo del cine del país asiático.
Hizo su debut en el cine en la película de 1997 Pardes, por la que ganó un Premio Filmfare en la categoría de mejor debut femenino. Alcanzó la prominencia en su país con su participación en exitosas películas como Daag (1999), Dhadkan(2000), Kurukshetra (2000), Dil Hai Tumhaara (2002) y Baghban (2003), y recibió aclamación de la crítica por sus actuaciones en Dil Kya Kare (1999) y Lajja (2001).

## Carrera

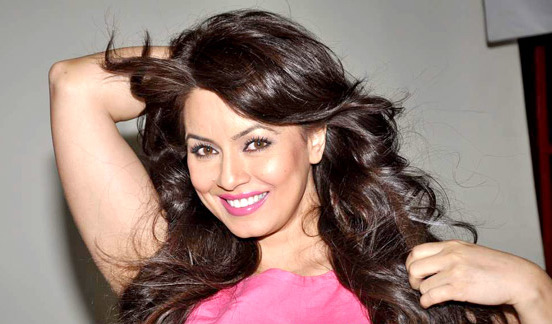
Mahima Chaudhry en abril de 2013.

Chaudhry ha interpretado una gran variedad de papeles, empezando con una chica humilde de pueblo en Pardes (1997). En Daag: The Fire (1999) realizó un papel dual; en Pyaar Koi Khel Nahin (1999) interpretó a una viuda que se ve forzada a casarse con su cuñado; en Dhadkan (2000) personificó a una joven enamorada de un hombre que está obsesionado con otra mujer; para Deewane interpretó a una cantante enamorada de un bandido y en Kurukshetra a la esposa frustrada de un oficial de policía. En total ha participado en cerca de cincuenta producciones cinematográficas, especialmente en idiomas hindi, telugu y bengalí.
Ha compartido elenco con talentosas actrices indias como Kajol, Shilpa Shetty, Amisha Patel, Urmila Matondkar, Manisha Koirala, Raveena Tandon, Rekha, Preity Zinta, Tabu, Padmini Kolhapure y Hema Malini. Cuando se le consultó sobre la posibilidad de trabajar con dichas actrices, ella afirmó que le gustaba trabajar con ellas, y expresó su satisfacción al haber trabajado con Juhi Chawla, su actriz favorita. Igualmente tuvo una colaboración con la internacionalmente reconocida Aishwarya Rai, en un comercial de 1993 para la compañía Pepsi donde también participó el actor y cineasta Aamir Khan.
En 2010, Chaudhary protagonizó la película de Knightsbridge Media Production Pusher, dirigida por Assad Raja y protagonizada además por el comediante Mani Liaqat. Cinco años después apareció en la cinta de suspenso Mumbhaii - The Gangster, al lado de Om Puri y Sanjay Kapoor. En 2016 protagonizó la cinta en bengalí Dark Chocolate, dirigida por Agnidev Chatterjee, donde compartió el protagonismo con la reconocida actriz de Calcuta, Riya Sen. Después de su participación en la cinta, la actriz se alejó de los medios expresando que la industria actual del cine indio no ofrece papeles interesantes para las actrices de edad madura.

## Filmografía
| Año  | Película                      | Papel                      | Notas                                      |
| ---- | ----------------------------- | -------------------------- | ------------------------------------------ |
| 1997 | Pardes                        | Kusum Ganga                |                                            |
| 1999 | Manasulo Maata                | Priya                      | Película telugu                            |
| 1999 | Dil Kya Kare                  | Kavita Kishore             |                                            |
| 1999 | Daag: The Fire                | Kajal Verma / Kajri        |                                            |
| 1999 | Pyaar Koi Khel Nahin          | Nisha                      |                                            |
| 2000 | Dhadkan                       | Sheetal Varma              |                                            |
| 2000 | Deewane                       | Pooja                      |                                            |
| 2000 | Kurukshetra                   | Anjali P. Singh            |                                            |
| 2000 | Khiladi 420                   | Ritu Bhardwaj              |                                            |
| 2001 | Lajja                         | Maithili                   |                                            |
| 2001 | Yeh Teraa Ghar Yeh Meraa Ghar | Saraswati                  |                                            |
| 2002 | Om Jai Jagadish               | Ayesha                     |                                            |
| 2002 | Dil Hai Tumhaara              | Nimmi                      |                                            |
| 2003 | Saaya                         | Tanya                      |                                            |
| 2003 | Tere Naam                     |                            | Aparición especial en la canción "O Jaana" |
| 2003 | Baghban                       | Arpita Alok Malhotra       |                                            |
| 2003 | LOC Kargil                    | Reena Yadav                |                                            |
| 2004 | Dobara                        | Dra. Anjali Sehgal         |                                            |
| 2005 | Zameer: The Fire Within       | Supriya Maheshwari         |                                            |
| 2005 | Kuchh Meetha Ho Jaye          | Gulab Khan                 |                                            |
| 2005 | Sehar                         | Anamika Kant               |                                            |
| 2005 | Film Star                     | Heera Pandit               |                                            |
| 2005 | The Film                      | Sushmita Banderjee         |                                            |
| 2005 | Home Delivery                 | Maya                       |                                            |
| 2005 | Bhagmati                      | Bhagmati                   |                                            |
| 2006 | Souten: The Other Woman       | Mitali 'Mita' R. Singh     |                                            |
| 2006 | Sandwich                      | Sweet Singh                |                                            |
| 2006 | Kudiyon Ka Hai Zamana         | Anjali                     |                                            |
| 2006 | Mr 100%                       | Shilpa                     |                                            |
| 2006 | Hope and a Little Sugar       | Saloni                     |                                            |
| 2006 | Sarhad Paar                   | Simram                     |                                            |
| 2008 | Gumnaam – The Mystery         | Ria                        |                                            |
| 2010 | Pusher                        | Anita                      |                                            |
| 2015 | Mumbhaii - The Gangster       | Esposa del narcotraficante |                                            |
| 2016 | Dark Chocolate                | Ishani Banerjee            |                                            |